# Rohivske, Krînîcikî
Rohivske (în ucraineană Рогівське) este un sat în comuna Novoselivka din raionul Krînîcikî, regiunea Dnipropetrovsk, Ucraina.

## Demografie
Componența lingvistică a localității Rohivske
     Ucraineană (98,98%)
     Alte limbi (1,02%)
Conform recensământului din 2001, majoritatea populației localității Rohivske era vorbitoare de ucraineană (98,98%), existând în minoritate și vorbitori de alte limbi.